# Begonia altoperuviana
Begonia altoperuviana é uma espécie de Begonia.